# Thun-Saint-Martin
Thun-Saint-Martin ist eine französische Gemeinde im Département Nord in der Region Hauts-de-France. Sie gehört zum Kanton Cambrai im Arrondissement Cambrai. Die Bewohner nennen sich Martiniens. Während der Revolution hieß die Gemeinde „Thun-les-Marais“.

## Lage
Die Gemeinde Thun-Saint-Martin liegt an der kanalisierten Schelde, etwa 40 Meter über dem Meer, neun Kilometer nordöstlich von Cambrai. Im Gemeindegebiet von Thun-Saint-Martin mündet der Erclin in die Schelde. Thun-Saint-Martin grenzt im Nordosten an Iwuy, im Südosten an Naves, im Südwesten an Escaudœuvres sowie im Westen und im Nordwesten an Thun-l’Évêque.

## Bevölkerungsentwicklung
| Jahr                       | 1962 | 1968 | 1975 | 1982 | 1990 | 1999 | 2006 | 2012 | 2021 |
| Einwohner                  | 429  | 451  | 445  | 421  | 475  | 460  | 522  | 527  | 541  |
| Quellen: Cassini und INSEE |      |      |      |      |      |      |      |      |      |

## Sehenswürdigkeiten

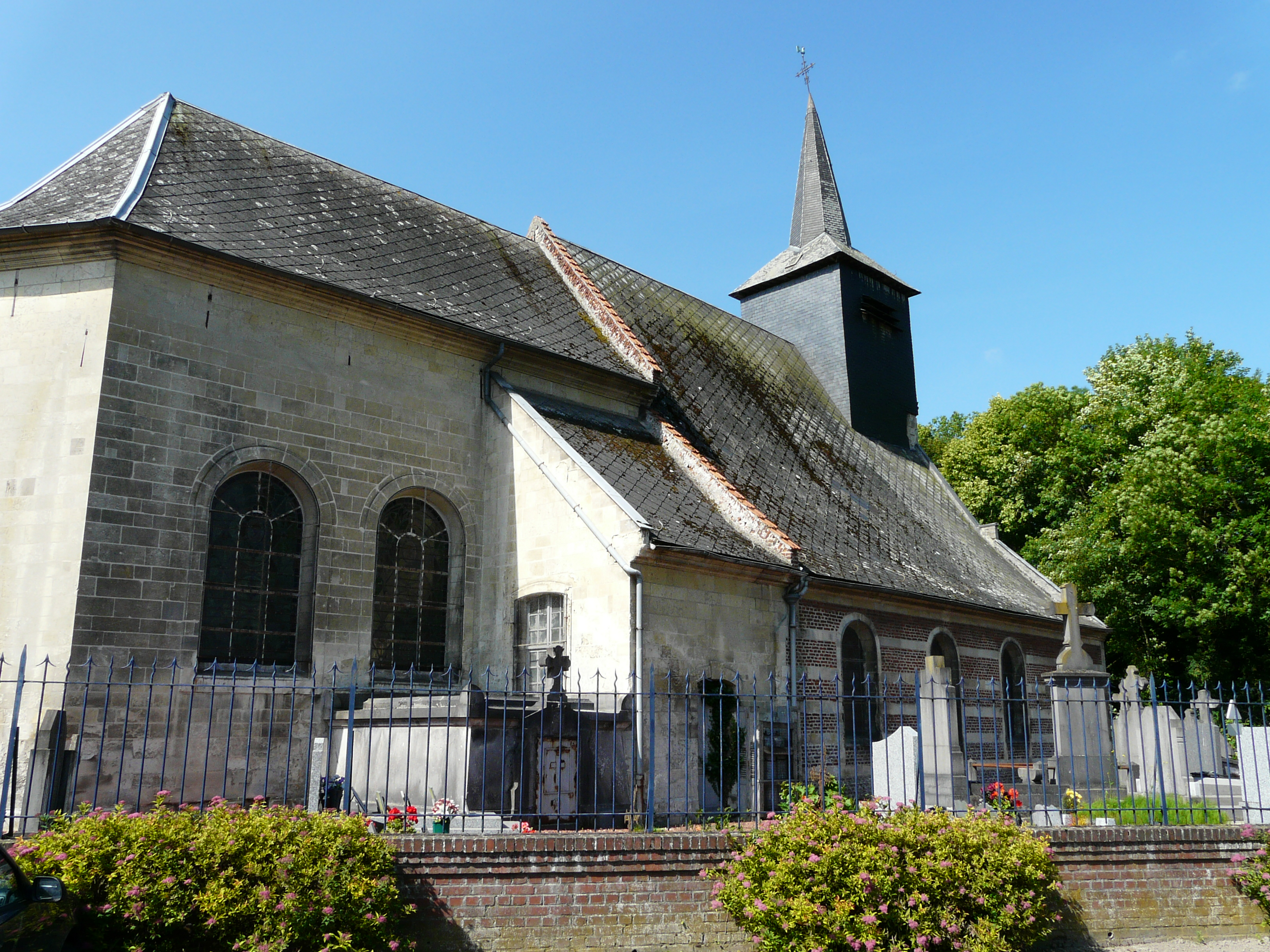
Kirche Saint-Martin
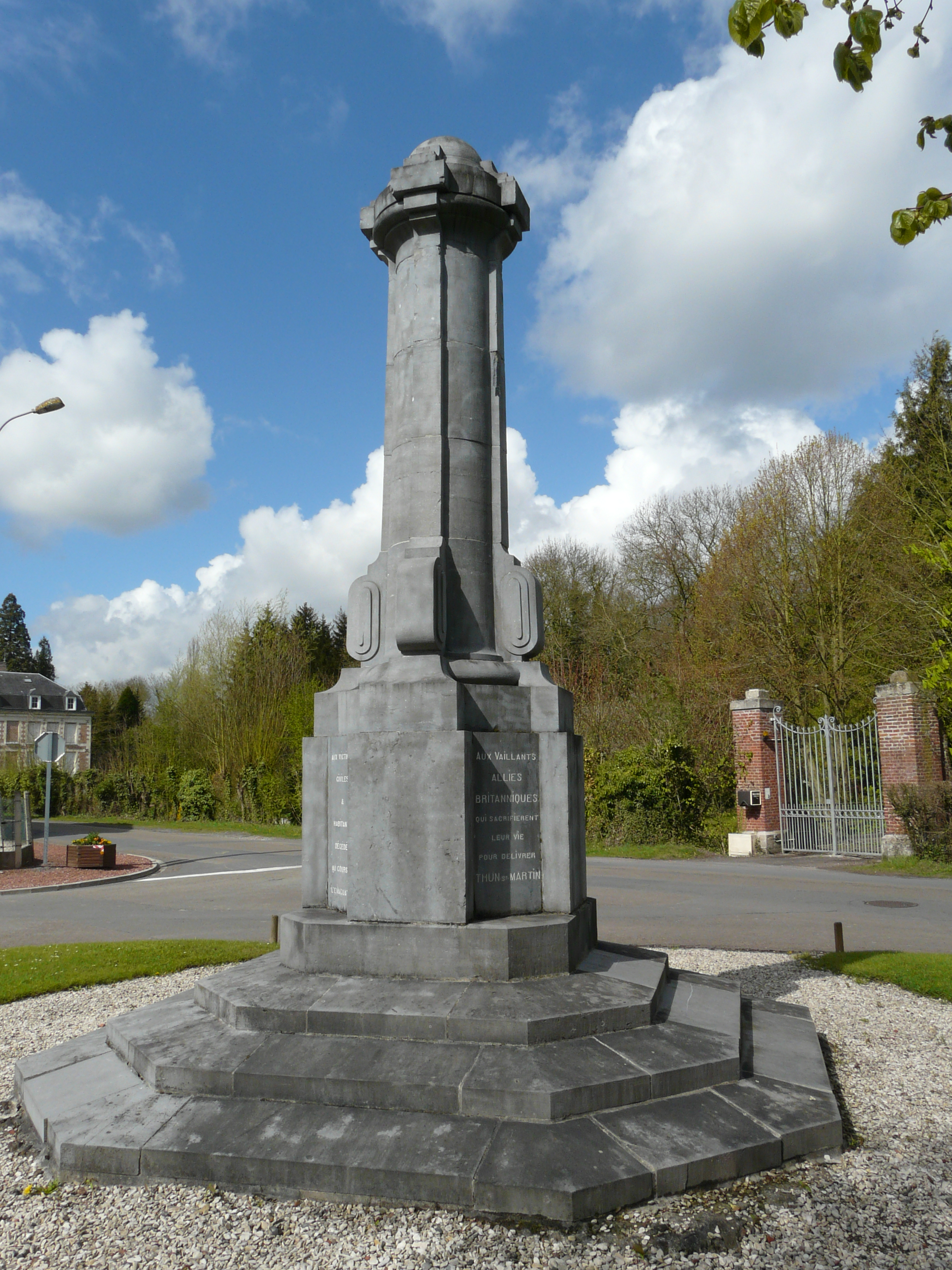
Gefallenendenkmal

- Kirche Saint-Martin
- Gefallenendenkmal